# Gevlekte schreeuwuil
De gevlekte schreeuwuil (Megascops trichopsis) is een vogel uit de familie Strigidae (uilen).

## Verspreiding en leefgebied
Deze soort komt voor van zuidoostelijk Arizona tot het noordelijke deel van Centraal-Nicaragua en telt drie ondersoorten:
- M. t. aspersus: zuidoostelijk Arizona en noordelijk Mexico.
- M. t. trichopsis: centraal Mexico.
- M. t. mesamericanus: van zuidoostelijk Mexico tot het noordelijke deel van Centraal-Nicaragua.

## Externe link

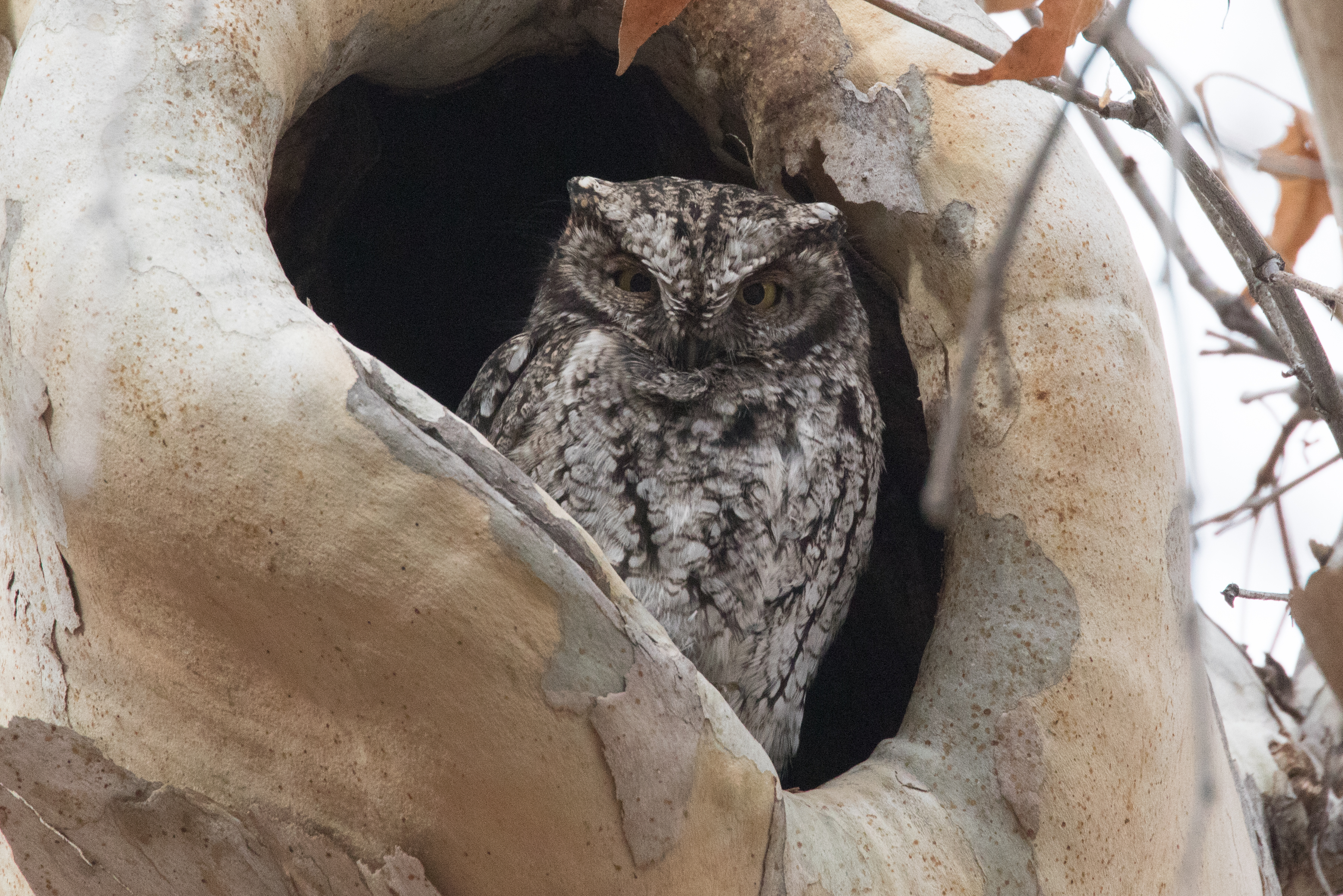